# 埃德温·斯潘尼尔

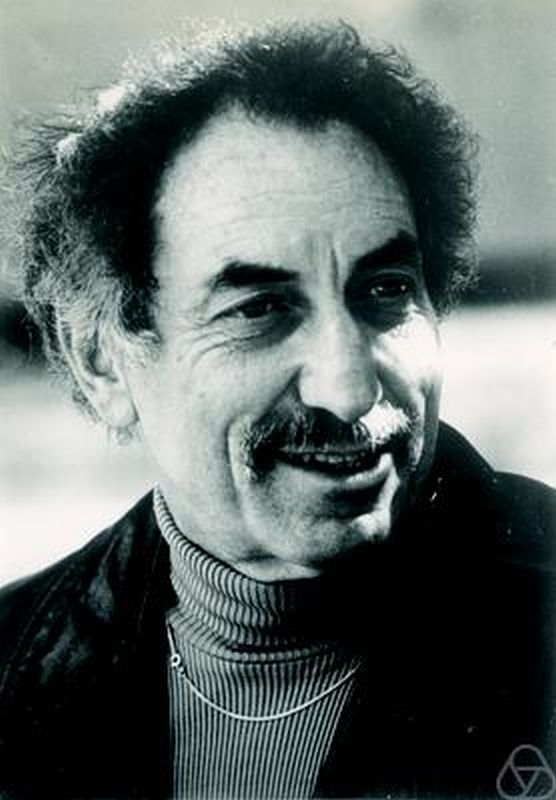
埃德温·斯潘尼尔

埃德温·亨利·斯潘尼尔（Edwin Henry Spanier，1921年8月8日—1996年10月11日，出生于华盛顿特区，逝于亚利桑那州斯科茨代尔）是一个美国加利福尼亚大学伯克利分校的一位数学家，工作领域是代数拓扑学。他与人合作发明了斯潘尼尔-怀特黑德对偶性与亚历山大-斯潘尼尔上同调，其著作(Spanier 1981) 长期以来是代数拓扑学的标准教材。
斯潘尼尔1941年毕业于明尼苏达大学。在第二次世界大战期间，他服务于美国陆军通信兵。1947年获得了密歇根大学的哲学博士学位；论文指导者为诺曼·斯廷罗德，题为《一般空间的上同调理论 Cohomology Theory for General Spaces》。在普林斯顿高等研究院做了一年研究员后，他在1948年任职于芝加哥大学，1957年成为伯克利的教授。

## 出版
- Spanier, Edwin H., , New York-Berlin: Springer-Verlag: xvi+528, 1981, ISBN 0-387-90646-0, MR0666554（有中文前三章选译本：《代数拓扑学》，左再思译，上海：上海科学技术出版社，1987年。）